# Челлендж
Че́ллендж (англицизм от challenge; в переводе с англ. — «испытание», «вызов») — жанр интернет-роликов, в которых блогер выполняет задание на видеокамеру и размещает его в сети, а затем предлагает повторить это задание своему знакомому или неограниченному кругу пользователей. Само слово «челлендж» является англицизмом и с английского языка обычно переводится как «испытание» или «вызов» в контексте словосочетания «бросить вызов». Другие значения — «соревнование» и / или «спор», а иногда — «сложное препятствие» или «задание, требующее выполнения».  

Челлендж «Подбрасывание бутылочки»

Существуют различные оценки данного явления. Кандидат исторических наук М. С. Петренко воспринимает видео челлендж как эффективный инструмент манипулирования людьми. Старший преподаватель Уральского федерального университета О. В. Новосёлова и Э. Д. Курбанова считают его одним из наиболее активно развивающихся инструментов международных массовых коммуникаций, относят к числу флешмобов и сопоставляют со спортивной эстафетой. В настоящее время челлендж является важным элементом деятельности блогера, некоторыми исследователями определяется как особый жанр видеоблога.

## Причины возникновения и популярности челленджа

### Челлендж как игра, являющаяся источником самоутверждения
Кандидат исторических наук М. С. Петренко считает челлендж проявлением виртуализации современной социальной реальности. Виртуализация, в его понимании, опирающемся на терминологию Жана Бодрийяра, — «процесс замещения институализированных практик симуляциями, когда конкуренция институционально определённых действий (экономических, политических) заменяется конкуренцией образов». Цель челленджа — набрать большое число «лайков» и комментариев. «Вызовы» часто безобидны (съесть лимон, не меняя выражения лица), но могут и представлять опасность для здоровья и даже жизни человека (спрыгнуть с моста). Челленджи являются симулякрами и механизмами создания иллюзорной гиперреальности. Она, по словам М. С. Петренко, более привлекательна, чем реальность, и из-за этого стала частью повседневной действительности. Производя виртуализацию, пользователь также работает над своим имиджем, позволяя другим людям оценивать и корректировать его.
Петренко считает, что поглощение симулякрами объективной реальности привело к тому, что сама виртуальная игра в челленджи стала иметь реальные последствия для общества. Челлендж содержит правила, участники игры совершают действия. Акт создания виртуальной реальности в челлендже порождает властные отношения. Создавая вызов и отправляя его своим адресатам, блогер создаёт зависимость адресата от себя и властные отношения по отношению к нему. Правда, адресат сам принимает решение, будет ли он откликаться на вызов, или нет. Участие в челлендже добровольно. Участник готов стать объектом манипуляции со стороны блогера. А тот стремится к широкому признанию массовой аудитории YouTube. В случае успеха блогер начинает ощущать себя кумиром пользователей и испытывать свою власть над ними. Петренко, однако, отмечает, что челлендж всё-таки субъективно воспринимается участниками как фикция (нечто не имеющее отношения к реальности). Блогер же, по мнению Петренко, может и не осознавать акта манипуляции, раздавая задания.
Мотивом участия в челлендже является, по мнению Петренко, не стремление к самовыражению, не попытка установить рекорд и не желание преодолеть себя. Мотив — дистанционный контакт со зрителями, получение комментариев, установление виртуальной связи с блогером — автором видео-вызова. На выполнение задания расходуется энергия, время, силы. Участник при этом боится потерять контакт со зрителями, получить язвительные комментарии, всё это в состоянии отравить его жизнь.
Власть блогера не связана с обладанием политического, культурного или экономического капитала. В основе её символический капитал. Петренко считает, что «у блогера есть власть над средствами публичного самовыражения и существования, доступ к известности и общественному признанию». YouTube, однако, предоставляет в Pro-версии возможность превратить известность и признание в деньги, что стимулирует работу блогера по расширению аудитории подписчиков. Блогер имитирует реальные достоинства и достижения. Человек, ставший звездой интернета, часто далёк от своего реального образа, но благодаря известности он оказывается в состоянии навязать свои принципы, свою проблематику обществу (манипуляция оказывается неотделимой от власти). Миллионы людей, участвуя в челлендже, совершают поступки, заданные блогером, который для них является непререкаемым авторитетом (у него миллионы подписчиков, участник челленджа ещё только стремится к этому). Причиной этого, по мнению М. С. Петренко, является отчуждение личности в обществе, из-за чего в виртуальном мире она способна оказаться объектом манипуляции. Рост изоляции и беспомощности человека в современном мире толкает его на отказ от своего «Я» (источник счастья индивид ищет уже не в себе, а вне себя, следуя в фарватере блогера). Это позволяет подавлять личность и оказывать на неё незаметное влияние. Зависимость подписчиков от блогера дополняется тем, что и блогер оказывается в зависимости от тех, кто его смотрит и кто выполняет его задания. Сам контакт блогера с подписчиками виртуален. Они ему не нужны как реальные люди, ему нужно только знание, что они его смотрят и читают.
В мире гиперреальности духовные ценности теряют своё значение и заменяются симулякрами. Заслужить внимание и уважение через демонстрацию реальных достижений оказывается невозможно. В виртуальном мире всё должно быть ярко и необычно (поэтому виртуализация реальности требует предварительного разрушения священных образов как скучных), и это, по мнению Петренко, приводит к созданию челленджей, необычных по своему содержанию и форме, что не решает проблему одиночества, а только усугубляет её. Подмена реального опыта искусственно сконструированным приводит к разрушению сознания человека. Мир становится похожим на спектакль, важное место занимает уже не сама реальность, а её символическое обозначение.
В этом отношении, по словам Петренко, челлендж — способ борьбы со скукой, которая является спутником одиночества и внутренней опустошённости: следует получать очки, отвечать на действия другого участника. В челлендже (как и в любой игре) отсутствует будущее, значение придаётся настоящему, процессу, самой игре. Игра требует зрителей, которые становятся источником самоутверждения, она затягивает участника в свой мир, даёт ему ощущение сиюминутного счастья.

### Челлендж в свете теории Ричарда Докинза о мемах
С другой точки зрения подошли к анализу одного из челленджей — Ice Bucket Challenge (с англ. — «испытание ведром ледяной воды»), авторы статьи «Вирусные ice buckets: меметический взгляд на распространение ALS Ice Bucket Challenge». Они утверждают, что данный челлендж может считаться мемом: он сохраняется в репрезентативной форме, которая может быть связана с другими представлениями, может передаваться другим лицам и содержит набор инструкций для действий принявшего вызов. Авторы предположили, что мемы могут объединяться в комплексы. Часто трудно провести четкие границы между мемом и комплексом мемов. Мем IBC является «мультимодальной единицей… (далее разлагаемой на субъединицы)» и представляет собой набор правил или инструкций, включая: а) упоминание человека, которому адресовано задание, б) ответ на вызов в течение 24 часов, в) пожертвование Ассоциации ALS (или другой благотворительной организации), г) обливание ледяной водой, д) запись видео с выполнением задания, е) назначение трёх других лиц для участия в конкурсе в течение следующих 24 часов, ж) размещение видео с включением одного из связанных хэштегов на YouTube. Авторы делают вывод, что обливание ледяной водой и размещение видео этого действия в Интернете — не врожденная деятельность, а сложное поведение, приобретаемое в результате подражания.
Британские авторы коллективной работы в престижном журнале «Социология», издаваемом Британской социологической ассоциацией также отталкиваются от представлений Ричарда Докинза, рассматривавшего мем как культурную аналогию гена. Если гены размножаются по наследству, то мемы размножаются подражанием. Несмотря на видимость, что мемы появились с цифровой культурой, мем является фундаментальной чертой общественной жизни. Например, мемы играют значительную роль в традиционных фольклорных практиках. Авторы считают ошибкой воспринимать онлайн-мемы как простые повторения традиционных. По их мнению, цифровая культура размывает границу между производителями и потребителями культуры, что ведет к более открытой, демократичной медиа-среде.
Ряд учёных отличают мемы от вирусного СМИ. По их мнению, мемы являются артефактами цифровой культуры, основаны на прямом участии. Вирусные СМИ стремятся достичь кратковременной, но глобальной популярности. Они распространяются быстро, но имеют существенные ограничения для модификации, требуют только повторения. Интернет-мемы, как правило, требуют более динамичного взаимодействия. Они характеризуются постоянной и преднамеренной модификацией, включающей пародию и доработку. Они поэтому более полно выражают культуру участия, чем вирусные медиа. Авторы статьи в «Социология» отмечали, что в последние годы возникла гибридная форма цифровой культуры, которая объединяет непосредственность вируса с процессом инноваций и изменений, обычно наблюдаемым в мемах. Предшественником этого феномена в 2013 году стал интернет-мем Harlem Shake (вступительные 14—15 секунд танцует один человек в шлеме или маске, а другие люди в кадре заняты своими делами, затем все действующие лица танцуют, либо принимают необычные позы или делают эротичные движения, общая продолжительность ролика — до 31 секунды). К классическому типу авторы относили Neknomination (участник выпивает пинту алкогольного напитка, обычно пива, снимает процесс на видео и загружает его в интернет или в социальную сеть, чаще Facebook, при этом он требует от двух-трёх человек повторить его действия), отметив, что в этом челлендже добавился прямой вызов повторить действия, отсутствовавший в Harlem Shake. В середине февраля 2014 года Daily Mail отмечала уже третью смерть участника челленджа Neknomination. Авторы статьи отмечали, что распространение мема шло по двум линиям: одна акцентировала необычные места, где осуществлялась акция, другая — необычность напитка, который поглощали участники.
Второй, по мнению авторов статьи в «Социологии», представитель новой группы челленджей Ice Bucket Challenge стартовал примерно через шесть месяцев после Neknomination и достиг необычайно широкого круга участников. IBC впервые появился в 2013 году с целью сбора благотворительных взносов. Вызов состоял в том, чтобы опрокинуть на себя ведро ледяной воды в течение 24 часов в сочетании с или вместо благотворительного пожертвования на лечение тяжёлого заболевания. IBC быстро приобрёл собственную жизнь и стал просто весёлым занятием. В IBC участвовал каждый шестой человек в Великобритании, но только 10 % сделали пожертвование. Авторы статьи в журнале «Социология» предложили называть эту группу челленджей «мемами вирусного заражения» (VCM). Участники их стремятся к популярности, объединены темой-вызовом и осуществляют творческую её интерпретацию. Третий челлендж этой группы — SmearForSmear (следует накрасить губы яркой помадой и слегка её размазать, после чего опубликовать селфи в соцсети с соответствующим тегом, челлендж должен напомнить женщинам о необходимости систематических обследований, позволяющих диагностировать и излечить на ранней стадии рак шейки матки).
Авторы отмечали, что второй по распространённости среди причин отказа от участия в челлендже типа VCM (после объективных факторов, таких как болезнь и занятость) была неспособность придумать что-то достаточно интересное или оригинальное. Некоторые челленджи превращались в короткометражные фильмы с сюжетом, персонажами и шутками. Отдельные ролики выходили за рамки самых смелых ожиданий. Так один из участников Neknomination снял свой ролик в лесу и использовал для питья смесь собственной мочи, саранчи, плода мыши, фруктов, древесной смолы, вина и рома.

## Особенности челленджа

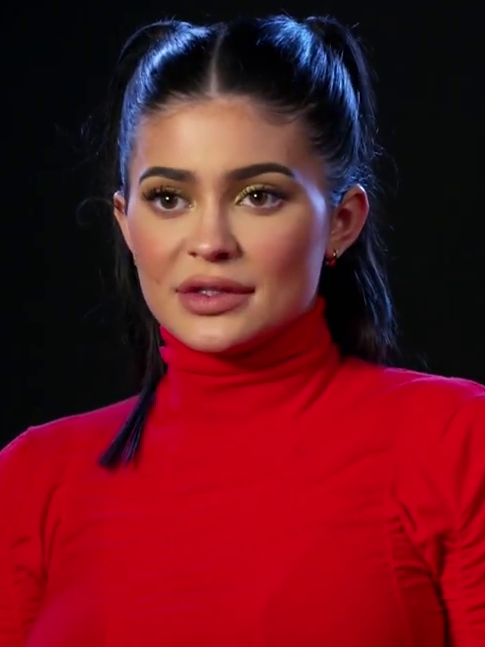
Кайли Дженнер. Чтобы на короткое время превзойти эту телезвезду в величине губ, участники челленджа прибегают к опасным процедурам

Челлендж — особый жанр видео, в которых выполняются так называемые вирусные задания. Блогер выполняет на камеру трюк (например, выливает на себя ведро холодной воды) и предлагает кому-то из его знакомых или всей аудитории своего видео повторить этот трюк.
В челлендже участник должен выполнять задания различного уровня сложности. Обычно задания формируются под влиянием актуальных в данное время интернет-трендов. Жанр этот носит в первую очередь «развлекательный характер и должен позабавить зрителя». Блогер использует челленджи, чтобы добиться доверия аудитории, создать положительный имидж своего канала и бренда. Челлендж построен на диалоге со зрителем: блогер часто даже знакомит аудиторию с участником, принимающим вызов, иногда они произносят текст из заранее написанного сценария, который представляет собой парцелляцию (стилистический прием разделения синтаксической структуры предложения между участниками коммуникации). Этот приём, по мнению В. А. Лущикова и кандидата филологических наук М. В. Терских, используется для придания динамического эффекта и «уравнивания в правах» обоих участников видеоролика. По их мнению, смысл челленджа «состоит в использовании коммуникативной неудачи как инструмента создания комического эффекта». Участникам предлагается задание, в котором они изначально обречены на коммуникативный провал.
О. В. Новосёлова и Э. Д. Курбанова провели исследование (были отобраны 23 челленджа, насчитывающие более 8000 публикаций за период с 2012 до 2016 год, по общедоступной информации в пяти категориях: еда, красота, игры, благотворительность, социальная ответственность) с целью выявления единых характерных особенностей челленджей, которые способствуют преодолению барьеров межкультурной коммуникации и привлечению внимания международной массовой аудитории, являются своеобразными универсалиями при общении в глобальном мире. К выявленным особенностям они отнесли:
- Проблемы, которые освещаются в челлендже, должны быть насущными, общими для всех стран[19].
- Наличие визуализации. Существует закономерность ухода от передачи содержания с помощью слов к передаче за счет статичных картинок или действий, понятных без слов[19][Прим 1].
- Наличие популярных медийных личностей: модный блогер, популярный голливудский актёр, которые выступают как лидеры мнений (посредник между брендом и целевой группой)[19].
- Интересная подача и содержание (съесть ложку корицы, облиться холодной водой, набить рот едой). В основе челленджа лежит действие, оно должно быть интересным, динамичным, эмоциональным, а картинка — интригующей, заставляющей задуматься над содержанием[19].

## Аудитория видеочелленджей

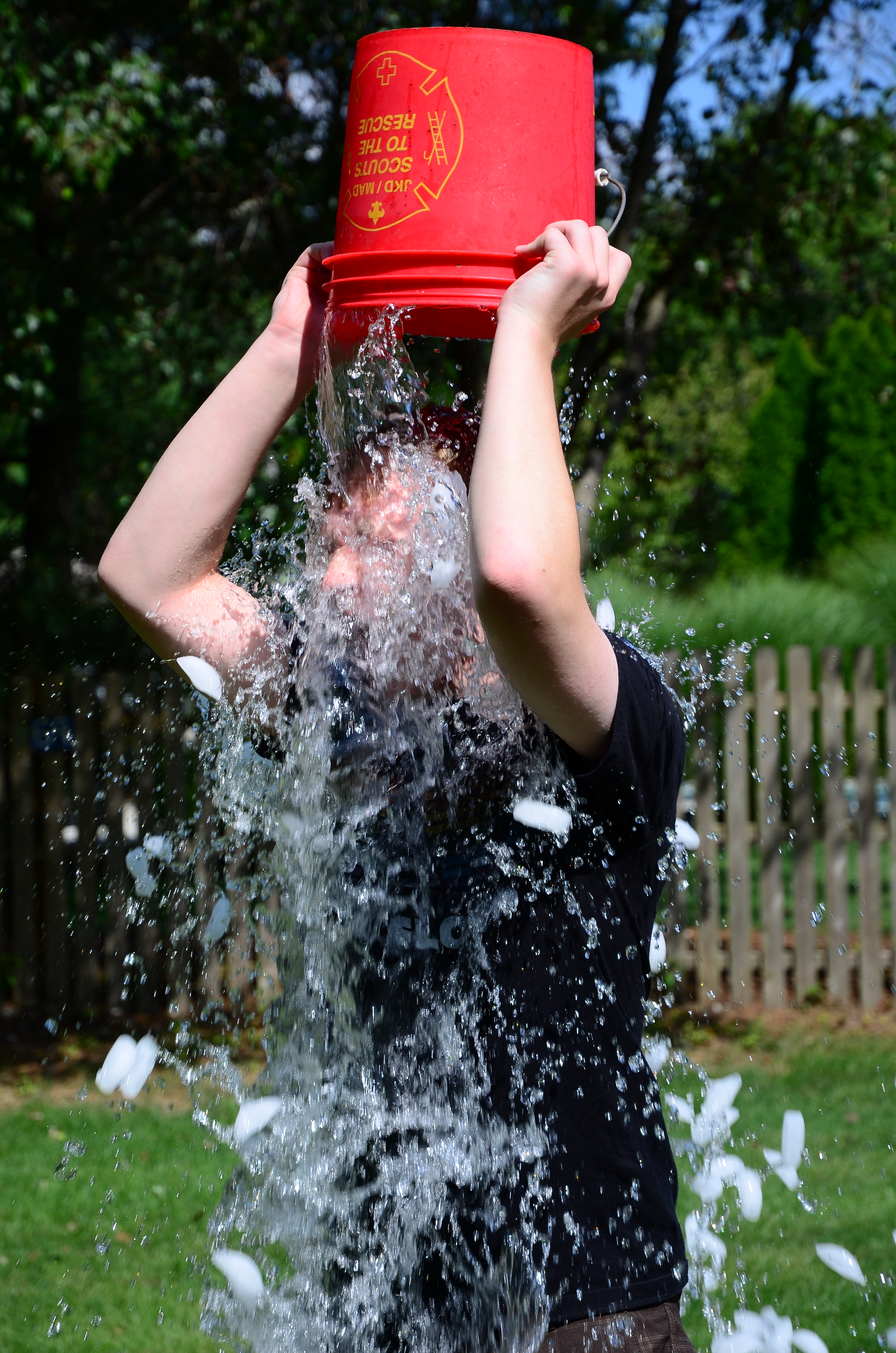
Ice Bucket Challenge — один из наиболее известных челленджей

По мнению коллектива авторов статьи «Видеоблогинг и современные подростки: опасности интернет-пространства», видео, содержащие челлендж, рассчитаны в первую очередь на подростковую аудиторию, которая стремится к самоутверждению, признанию и острым ощущениям. Юные респонденты исследования, предпринятого российскими социологами, говорят о возможных рисках для здоровья и жизни, которые видеоблогеры провоцируют. Они негативно оценивали этот экстремальный видеоконтент, что может, по мнению исследователей, с одной стороны, иллюстрировать желание детей угодить взрослым исследователям, но с другой — свидетельствовать об интернет-грамотности опрошенных. По подсчётам Е. Е. Абросимовой, челлендж (она понимает этот термин как выполнение сетевого задания и призыв к его повтору) в рейтинге тематических направлений видеоконтента среди двух групп детей респондентов получил 53,9 % голосов в категории «Тематические направления видео, созданные детьми», и 45,2 % — в категории «Тематические направления видео, популярные среди детско-юношеской аудитории». По подсчётам сотрудников СПбГУ, доля видеоблогов подростков от 14 до 17 лет, использующих челленджи, составляет 83 %.
Часто челленджи распространяются в специальных блокнотах — смэшбуках. Такие книги обещают, что после выполнения всех заданий участники игры станут смелее, умнее, свободнее. Выполнение заданий якобы способствует формированию чувства юмора и раскрепощённости. В 2017 году в продуктовых магазинах России появилась жевательная резинка с призывами к выполнению заданий челленджа. На фантиках печатались задания, результаты их авторы предлагали размещать в интернет (например, сказать слово «гусь» с втянутыми щеками или узнать друга по запаху, подумать о последнем дне жизни, сделать селфи на самой высокой точке города). Во многих регионах после заявлений родителей подобные жвачки были изъяты из продажи.

## Попытки классификации и оценки челленджей
Американская исследовательница феномена игры Джейн МакГонигал как достоинство челленджа отмечает, что любой человек может создать челлендж и пригласить кого угодно сыграть в него. Среди челленджей она выделяет:
- состязательные — участник пытается заработать максимальное количество очков,
- совместные, цель которых — стимулировать всех участников успешно завершить челлендж до истечения указанного срока.

Челленджи могут быть доступны для десятков тысяч участников. МакГонигал насчитывала более семи тысяч созданных пользователями публичных челленджей, в том числе совместный челлендж «Пробежка вокруг Земли», каждый участник которого должен пробежать 40 075 километров до 2027 года. Особый состязательный челлендж для бегунов предполагает, что они выходят на пробежку со своими собаками. Участники даже могут формировать команды с определённой породой собак. Челлендж, по мнению Джейн МакГонигал, позволяет включить личные цели участника в широкий социальный контекст. В зависимости от мотивации можно выбрать челлендж, который поддерживает дух соперничества или, наоборот, пробуждает ответственность за товарищей по команде. Доктор физико-математических наук С. В. Егерев относит челлендж к факторам мотивации и вознаграждения участников проектов научного краудсорсинга (научных исследований с привлечением широкого круга добровольцев, среди которых присутствуют любители, не имеющие соответствующего образования и подготовки). По его мнению, элементы челленджа заставляют их подняться над рутиной заданий, в этом случае у самих проектов появляются шансы на повышение модульности и дальнейшее развитие.
Вице-президент Общероссийской профессиональной психотерапевтической лиги Инга Румянцева считает, что челленджи могут привести к отклонениям в поведении участников. В психологии существует понятие «возрастные кризисы» (периоды, когда подросток пытается выйти за установленные для его возраста границы). Этот выход должен быть постепенным. С течением времени границы должны расширяться и вхождение во взрослый мир окажется плавным. Некоторые из челленджей нацелены на то, чтобы сломать границы преждевременно и сразу. Подросток, выполнивший подобные задания, может получить сильный стресс, а в некоторых заданиях он подвергает себя опасности. Кандидат философских наук Е. В. Щетинина называет челленджи среди основных механизмов вовлечения молодых людей в радикальные и деструктивные сообщества и манипуляции ими. Кандидат исторических наук М. С. Петренко также воспринимает видеочеллендж как эффективный инструмент манипулирования людьми.
Содержание челленджей носит достаточно широкий характер — от реинкарнация популярных игр на вечеринке до призывов к помощи больным людям и привлечения внимания к насущным	проблемам современности. Каналами распространения челленджей являются социальные сети (Twitter, Facebook, Instagram), видеохостинг YouTube. Доцент О. В. Новосёлова и Э. Д. Курбанова считают последний одним из наиболее активно развивающихся инструментов международных массовых коммуникаций. Они относят челлендж к числу флешмобов и сопоставляют со спортивной эстафетой. По их мнению, челленджи создают коммуникацию с обратной связью, что позволяет их активно использовать в коммерческой сфере. Скрытая реклама продукта действует на уровне подсознания, а визуальный ряд демонстрирует, какие эмоции и пользу получат потребители от его приобретения. Авторы статьи считают челлендж инновационным инструментом, который внедряется в различные культурные среды и объединяет людей по всему миру.
МакГонигал утверждала, что равный статус и доверие, существующие в играх, дают возможность участнику почувствовать себя в безопасности. Это настраивает на социальные взаимодействия с людьми, которых человек в реальной жизни опасается или избегает. В Middle East Gaming Challenge дети на Среднем Востоке играют в совместные видеоигры (либо онлайн, либо при личной встрече). Организаторы пытаются способствовать преодолению традиционного предубеждения арабских и еврейских школьников в Израиле. Дети подвергаются воздействию негативных стереотипов, обучаются в раздельных образовательных системах двух противостоящих сообществ. Игровой челлендж в этих условиях является первым позитивным опытом, полученным со сверстниками из другой религиозной и этнической среды.

## Примеры челленджей
Среди пяти наиболее популярных челленджей к декабрю 2015 года Дженнифер Шульман в статье в газете New York Daily News выделяет:
- Челлендж «Корица»[англ.] — употребление молотой корицы без воды. Корица сушит рот и горло, возникает кашель, рвота, а вдыхание корицы, происходящее при этом, приводит к затруднению дыхания и опасности пневмонии[30].
- Челлендж «Самый острый перец»[англ.] — употребление наиболее острых сортов перца (рекомендовалось запивать его молоком, чтобы предотвратить такие проблемы, как обильный пот и кашель).
- Ice Bucket Challenge — кампания волонтерского фандрайзинга, направленная на повышение осведомлённости о боковом амиотрофическом склерозе и финансирование фондов по исследованию этой болезни. Кампания организована в форме челленджа, в котором человек, обычно получив именной вызов, должен облить себя ведром ледяной воды и сделать пожертвование[31].
- Челлендж «Соль и лёд»[англ.] — человек высыпает поваренную соль себе на руку, а затем кладёт сверху кусок льда и держит максимально долго на открытой коже. Челлендж снимается на видео, а участник в конце называет имя того, кому он делает вызов. Опасность состоит в том, что на коже остаются сильные ожоги, которые достаточно сложно поддаются лечению. Видео размещается на YouTube и в социальных сетях[32].
- Челлендж, названный в честь 17-летней американской телезвезды, модели, бизнесвумен, участницы телешоу «Семейство Кардашян» Кайли Дженнер — участница засовывает свои губы в горлышко пластиковой бутылки или узкого стакана, а после этого втягивает воздух до тех пор, пока вокруг рта не образуется опухоль. Челлендж может привести к серьёзным повреждениям губ[33].

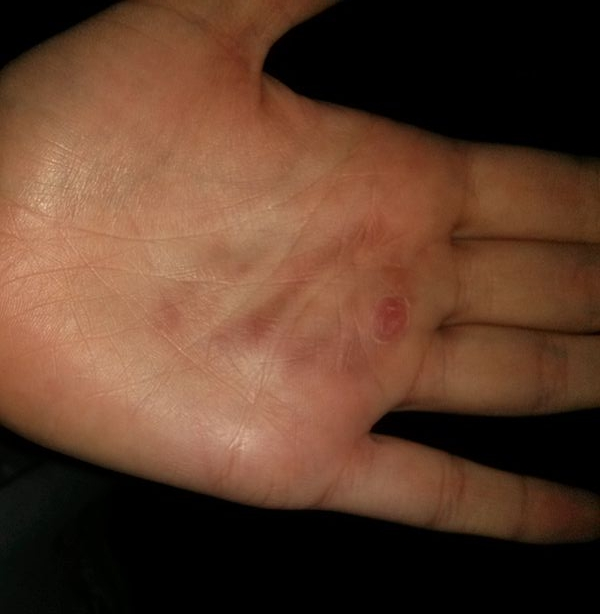
Последствия челленджа «Соль и лёд»

Челлендж «Подбрасывание бутылочки» стал популярен в мае 2016 году. В интернете появился ролик с конкурса школьных талантов, где некий Майк Сенаторе из города Шарлотт осуществил бросок бутылки с переворотом. Пользователи начали бросать вызовы друзьям с требованием повторить трюк. Ещё один челлендж — «Йога челлендж», конкурс, который проводится в социальных сетях в определённый период времени (от трёх дней до одного месяца), в течение которого участники повторяют гимнастические позы, предложенные организатором, а затем выкладывают свои фото или видео и обозначают его хештегом, чтобы организаторы потом смогли легко идентифицировать выполнение задания среди других видео и фото в интернете.
Серьёзное внимание правоохранительных органов и психологов, а также средств массовой информации, привлекли в 2018 году:
- Момо — челлендж в популярной бесплатной системе мгновенного обмена текстовыми сообщениями WhatsApp. Участникам в ней предлагается выполнять различные экстремальные задания, связанные с риском для психики и жизни. Есть свидетельства, что участнику предлагается снимать себя на смартфон во время выполнения этих экстремальных заданий[37][38].
- Fire challenge[англ.]. Участник обливает себя горючей жидкостью, а затем поджигает её. После этого он бросается в воду и пытается потушить пламя. Друзья участника фиксируют это на видео, которое выкладывают в сеть[39][40].

## Комментарии
1. ↑  По мнению исследователей это эффективно по ряду причин:  1) меньше времени на просмотр; 2) яркая картинка; 3) зрение — орган чувств, с помощью которого мы воспринимаем больше всего информации и который воздействует на эмоции человека; 4) такое видео пробуждает дух свободы — Новосёлова О. В., Курбанова Э. Д. Challenges как инструмент международной массовой	коммуникации // Научный альманах : Журнал. — 2017. — Т. 6, № 1 (32). — С. 286. — ISSN 2411-7609. — doi:10.17117/na.2017.06.01.284. Архивировано 8 марта 2022 года..